# Андре Бетта
Андре Бетта (фр. André Betta, нар. 4 березня 1944, Бон) — французький футболіст, що грав на позиції півзахисника.
Виступав, зокрема, за клуб «Ренн», а також національну збірну Франції.
Володар Кубка Франції.

## Клубна кар'єра
У дорослому футболі дебютував 1961 року виступами за команду «Рубе-Туркуен», у якій провів два сезони, взявши участь у 40 матчах чемпіонату. 
Згодом з 1963 по 1970 рік грав у складі команд «Руан» та «Бордо».
Своєю грою за останню команду привернув увагу представників тренерського штабу клубу «Ренн», до складу якого приєднався 1970 року. Відіграв за команду з Ренна наступні чотири сезони своєї ігрової кар'єри. Більшість часу, проведеного у складі «Ренна», був основним гравцем команди.
Протягом 1974—1976 років захищав кольори клубу «Мец».
Завершив ігрову кар'єру у команді «Реймс», за яку виступав протягом 1976—1979 років.

## Виступи за збірну
У 1968 році дебютував в офіційних матчах у складі національної збірної Франції.
Загалом протягом кар'єри в національній команді, яка тривала 1 рік, провів у її формі 2 матчі.
| Дата      | Місто     | Господарі | Результат | Гості    | Турнір            | Голи | Примітки |
| --------- | --------- | --------- | --------- | -------- | ----------------- | ---- | -------- |
| 25-9-1968 | Марсель   | Франція   | 1 – 1     | ФРН      | товариський матч  | -    |          |
| 6-11-1968 | Страсбург | Франція   | 0 – 1     | Норвегія | Відбір до ЧС 1970 | -    |          |
| Усього    |           | Матчів    | 2         |          | Голів             | 0    |          |

## Титули і досягнення
- Володар Кубка Франції (1):

«Ренн»: 1970-1971